# ۲-نفتول
۲-نفتول (به انگلیسی: 2-Naphthol) یک ترکیب شیمیایی با شناسه پاب‌کم ۸۶۶۳ است. شکل ظاهری این ترکیب، بلور بی‌رنگ است.